# Louis Laloy

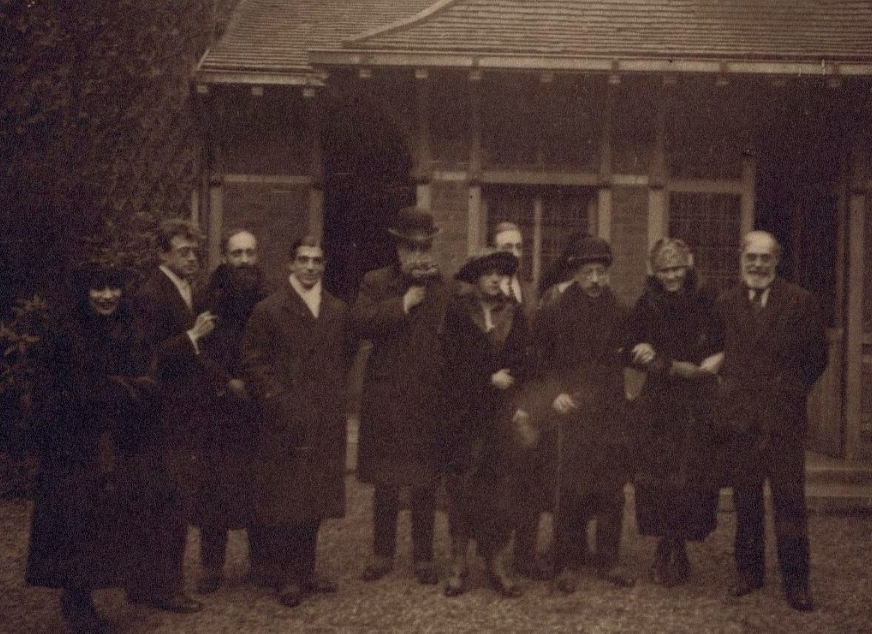
Mme Laloy, Louis Laloy, Ansermet, Massine, Diaghilev, Karsavina, Stravinsky, Misia Sert et Jacques Rouché.

Louis Laloy (* 18. Februar 1874 in Gray, Département Haute-Saône; † 4. März 1944 in Dole, Département Jura) war ein französischer Musikwissenschaftler, Schriftsteller und Sinologe.
Laloy war ein bedeutender Musikkritiker und -wissenschaftler des frühen 20. Jahrhunderts. 1909 veröffentlichte er (nach der englischen Biographie von Louise Liebich) die erste französische Biographie des mit ihm befreundeten Claude Debussy.
Er verfasste weiterhin Schriften über Maurice Ravel und Igor Strawinski, mit denen er gleichfalls befreundet war, sowie über Paul Dukas, Jean-Philippe Rameau und Erik Satie. Weiterhin schrieb Laloy u. a. über antike und chinesische Musik, über zeitgenössischen Musikgeschichte und über chinesischen Literatur.
Sein Sohn Jean Laloy (1912–1994) war Diplomat.

## Schriften (Auswahl)
- Histoire de l'art : la musique antique. In: Revue de Synthèse Historique. Bd. 1, Nr. 3, 1900, ISSN 0997-0541, S. 300–319, Digitalisat, (Auch Sonderabdruck: L. Cerf, Paris 1900).
- Aristoxène de Tarente et la musique de l'antiquité. Société française d'imprimerie et de librairie, Paris 1904, Digitalisat.
- Rameau. Alcan, Paris 1908, Digitalisat.
- als Übersetzer: Guido Adler: Richard Wagner. Conférences faites à l'Université de Vienne et revues pour la traduction française. Breitkopf und Härtel, Leipzig 1909, Digitalisat.
- Claude Debussy. Les bibliophiles fantaisistes, Paris 1909, Digitalisat.
- La Musique Chinoise. Étude critique. H. Laurens, Paris 1910, Digitalisat.
- Le livre de la fumée. Dorbon-aîné, Paris 1913, (10 exemplaires, impression bistre, dessins en noir, sur fond pailleté d'or, avec un tirage à part sur Chine volant des illustrations et un portrait à l'eau-forte, numérotés de 1 à 10).
- Albert Roussel: Padmâvatî. Op. 18. Opéra-ballet en deux actes. Poème de Louis Laloy. Durand, Paris 1919, Digitalisat.
- Légendes des immortels, d'après les auteurs chinois.Messein, Paris 1922.
- Contes magiques, D'après l'ancien texte chinois de P'ou Soung-lin (L'Immortel en exil). Piazza, Paris 1925.
- La danse à l'Opéra. Brugière, Paris 1927.
- La musique retrouvée (1902–1927) (= Le Roseau d'or. Oeuvres et chroniques. 27, ZDB-ID 1187537-9). Plon, Paris 1928.
- Miroir de la Chine. Présages, images, mirages. Desclée de Brouwer & Cie, Paris 1933.
- Trois drames de l'Asie (= Les Cahiers du Rhône. Série Blanche. 21, ZDB-ID 1223979-3). Éditions de la Baconnière, Neuchâtel 1943.
- Poésies chinoises. Egloff, Freiburg (Schweiz) 1944.
- Deborah Priest (Hrsg.): Louis Laloy (1874–1944) on Debussy, Ravel, and Stravinsky. Translated with introduction and notes. Ashgate, Aldershot u. a. 1999, ISBN 1-84014-628-1.